# Adelheid van Katzenelnbogen
Adelheid van Katzenelnbogen († Mainz, 22 februari 1288), Duits: Adelheid Gräfin von Katzenelnbogen, was een gravin uit het Huis Katzenelnbogen en door huwelijk gravin van Nassau. Ze is de stammoeder van de Walramse Linie van het Huis Nassau en daarmee de directe voorouder van de groothertogen van Luxemburg.

## Biografie

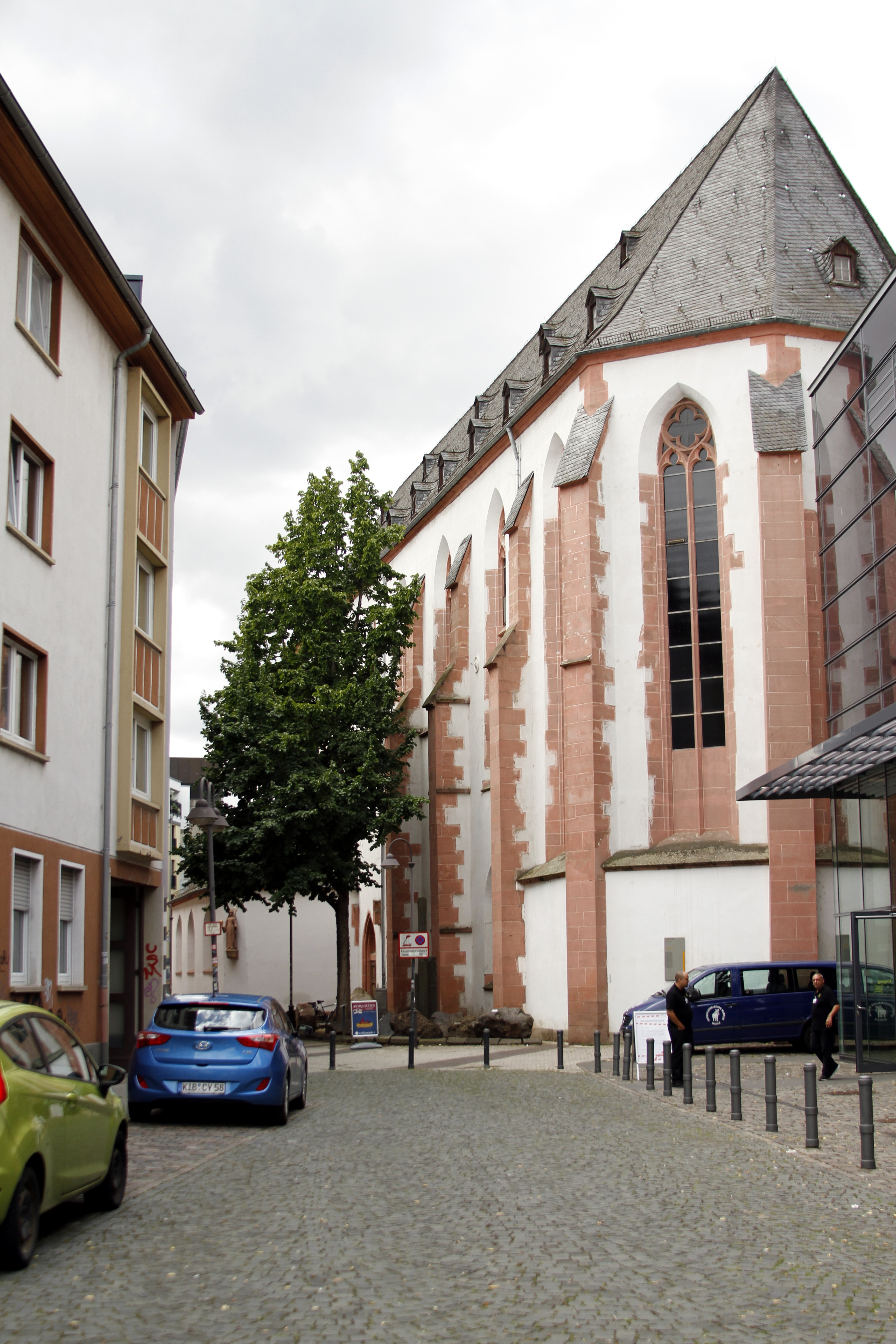
Het voormalige Sint-Claraklooster te Mainz

Adelheid was de dochter van graaf Diether II van Katzenelnbogen en Hildegunde. Ze huwde vóór 1250 met graaf Walram II van Nassau (ca. 1220 – 24 januari 1276). Haar echtgenoot verdeelde op 16 december 1255 het graafschap Nassau met zijn jongere broer Otto I, waarbij Walram het ten zuiden van de rivier de Lahn gelegen deel – bestaande uit Wiesbaden, Idstein, Weilburg en Bleidenstadt – verkreeg.
Walram overleed – naar verluidt in geestelijke ontreddering – op 24 januari 1276. Adelheid trad daarna in het klooster, ze was franciscaner non te Wiesbaden (’s zomers) en te Mainz (’s winters). Naar verluidt leidden zij en haar dochter Richarda een zeer vroom leven.
De necrologie van het Sint-Claraklooster te Mainz registreerde het overlijden van ‘Alheidis … comitissa de Nassowe’ op ‘Non Kal Mar’ in 1288 en haar begrafenis ‘in habitu soror’. Ze overleed dus op 22 februari 1288 en werd begraven in het Sint-Claraklooster te Mainz.

## Kinderen
Uit het huwelijk van Adelheid van Walram werden de volgende kinderen geboren:
1. Diether (ca. 1250 – Trier, 23 november 1307), was aartsbisschop van Trier 1300–1307.
2. Adolf (ca. 1255 – Göllheim, 2 juli 1298), volgde zijn vader op als graaf van Nassau, was koning van Duitsland 1292–1298.
3. Richarda († 28 juli 1311), was non in het Sint-Claraklooster te Mainz en later in Klooster Klarenthal bij Wiesbaden.
4. Mechtild (jong overleden).
5. Imagina († vóór 1276), huwde mogelijk met Frederik van Lichtenberg.

## Voorouders
| Voorouders van Adelheid van Katzenelnbogen | Voorouders van Adelheid van Katzenelnbogen                             | Voorouders van Adelheid van Katzenelnbogen                           | Voorouders van Adelheid van Katzenelnbogen                           | Voorouders van Adelheid van Katzenelnbogen                           | Voorouders van Adelheid van Katzenelnbogen                           | Voorouders van Adelheid van Katzenelnbogen                           | Voorouders van Adelheid van Katzenelnbogen                           | Voorouders van Adelheid van Katzenelnbogen                           |
| ------------------------------------------ | ---------------------------------------------------------------------- | -------------------------------------------------------------------- | -------------------------------------------------------------------- | -------------------------------------------------------------------- | -------------------------------------------------------------------- | -------------------------------------------------------------------- | -------------------------------------------------------------------- | -------------------------------------------------------------------- |
| Betovergrootouders                         | Hendrik II van Katzenelnbogen (?–1160) ⚭ Hildegard van Henneberg (?–?) | Koenraad van Laufen (?–?) ⚭ Giselhilde van Arnstein (?–?)            | ? (?–?) ⚭ ? (?–?)                                                    | ? (?–?) ⚭ ? (?–?)                                                    | ? (?–?) ⚭ ? (?–?)                                                    | ? (?–?) ⚭ ? (?–?)                                                    | ? (?–?) ⚭ ? (?–?)                                                    | ? (?–?) ⚭ ? (?–?)                                                    |
| Overgrootouders                            | Berthold I van Katzenelnbogen (?–1170) ⚭ Adelheid van Laufen (?–?)     | Berthold I van Katzenelnbogen (?–1170) ⚭ Adelheid van Laufen (?–?)   | ? (?–?) ⚭ ? (?–?)                                                    | ? (?–?) ⚭ ? (?–?)                                                    | ? (?–?) ⚭ ? (?–?)                                                    | ? (?–?) ⚭ ? (?–?)                                                    | ? (?–?) ⚭ ? (?–?)                                                    | ? (?–?) ⚭ ? (?–?)                                                    |
| Grootouders                                | Diederik I van Katzenelnbogen (?–1214/19) ⚭ ? (?–?)                    | Diederik I van Katzenelnbogen (?–1214/19) ⚭ ? (?–?)                  | Diederik I van Katzenelnbogen (?–1214/19) ⚭ ? (?–?)                  | Diederik I van Katzenelnbogen (?–1214/19) ⚭ ? (?–?)                  | ? (?–?) ⚭ ? (?–?)                                                    | ? (?–?) ⚭ ? (?–?)                                                    | ? (?–?) ⚭ ? (?–?)                                                    | ? (?–?) ⚭ ? (?–?)                                                    |
| Ouders                                     | Diederik II van Katzenelnbogen (?–1245) ⚭ vóór 1219 Hildegunde (?–?)   | Diederik II van Katzenelnbogen (?–1245) ⚭ vóór 1219 Hildegunde (?–?) | Diederik II van Katzenelnbogen (?–1245) ⚭ vóór 1219 Hildegunde (?–?) | Diederik II van Katzenelnbogen (?–1245) ⚭ vóór 1219 Hildegunde (?–?) | Diederik II van Katzenelnbogen (?–1245) ⚭ vóór 1219 Hildegunde (?–?) | Diederik II van Katzenelnbogen (?–1245) ⚭ vóór 1219 Hildegunde (?–?) | Diederik II van Katzenelnbogen (?–1245) ⚭ vóór 1219 Hildegunde (?–?) | Diederik II van Katzenelnbogen (?–1245) ⚭ vóór 1219 Hildegunde (?–?) |